# Kissidougou
Kissidougou város Guinea délkeleti részén, a Guineai-felvidéken, a Guéckédougouba, a Faranahba és a Kankanba vezető utak kereszteződésénél, Kissidougou prefektúra székhelye. A kisszi nép legfontosabb kereskedelmi központja, ahol elsősorban rizzsel, maniókával, élő állattal, pálmaolajjal és pálmamaggal kereskednek, de a prefektúra területén termett kávét és kóladiót is itt gyűjtik össze. A városban üdítőital-gyártó cég, valamint a környező, nagy kiterjedésű erdőkből származó fát is feldolgozó fűrészmalom működik. Az 1930-as évektől kezdve gyémántmosó központ. Kórház, középiskola és római katolikus misszió is található a városban.

## Története
A települést a gyarmatosító franciák alapították az 1890-es években, akik helyőrséget hoztak itt létre a Samory Touré malinke hadvezér ellen vezetett háborújuk során.

## Népessége
A város népessége az 1983-ban közzétett népszámlálási eredmények alapján 30 724 fő volt. Az 1996-os népszámlálás eredményei azt mutatják, hogy a városban akkor már 66 018-an laktak, Kissidougou-Centre alprefektúrában pedig 74 789-en. A legutóbbi népszámlálás eredményének előzetes becslése szerint, melyet 2014 márciusában tettek közzé, a város lakossága 90 000 fő körül várható, míg az alprefektúrában lakók számát már pontosan megállapították: 102 675 fő.
Az Egészségügyi Világszervezet (WHO) 2014. június 22-i közleménye szerint a városban addig 8 megbetegedés és 5 haláleset történt, mely az Ebola-járványhoz kötődik.